# 库隆日-科昂
库隆日-科昂（法語：Coulonges-Cohan，法語發音：[kulɔ̃ʒ kɔ.ɑ̃]）是法国上法蘭西大區埃纳省的一个市镇，属于蒂耶里堡区。该市镇于1970年由原市镇塔德努瓦地区库隆日（Coulonges-en-Tardenois）和科昂（Cohan）合并而成。

## 地理
库隆日-科昂（49°12'4"N, 3°38'11"E）面积28.75 平方千米，位于法国上法蘭西大區埃纳省，该省份为法国北部内陆省份，北起北部省，西接索姆省和瓦兹省，东临阿登省和马恩省，西南至塞纳-马恩省，东北部与比利时接壤。
与库隆日-科昂接壤的市镇（或旧市镇、城区）包括：谢里-沙特勒沃、谢尔日、德拉韦尼、古桑库尔、塞尔日、瑟兰日和内勒、韦济伊、阿尔西勒蓬萨尔。

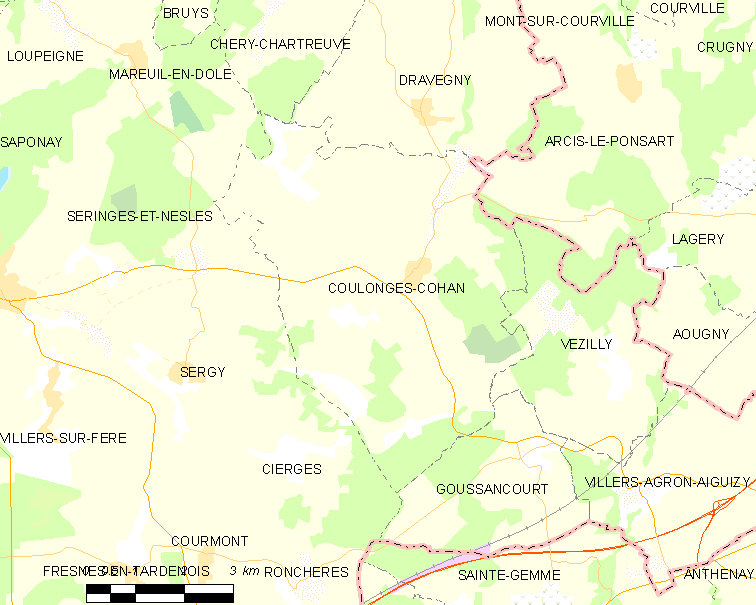
库隆日-科昂的OSM定位图

库隆日-科昂的时区为UTC+01:00、UTC+02:00（夏令时）。

## 行政
库隆日-科昂的邮政编码为02130，INSEE市镇编码为02220。

## 政治
库隆日-科昂所属的省级选区为塔德努瓦地区费尔县。

## 人口

1962-2008年间库隆日-科昂人口变化图示

库隆日-科昂于2022年1月1日时的人口数量为443人。